# Aelbrecht Bouts
Aelbrecht Bouts, född på 1450-talet i Leuven, död 1549, var en nederländsk målare.
Aelbrecht Bouts föddes i en konstnärsfamilj från Leuven. Fadern var konstnären Dirk Bouts. Aelbrecht Bouts öppnade sin egen konstverkstad. Han utvecklade en egen konststil med starka färger, riklig konsistens och utmärkta detaljer. Hans verk återfinns i ett flertal museer.